# E.ON Gaz Distribuție
E.ON Gaz Distribuție este o companie distribuție în industria gazelor naturale din România, desprinsă din E.ON Gaz România (fostă Distrigaz Nord SA). Compania sigură serviciul de distribuție pentru consumatorii de gaze naturale din peste 1.000 de localități din mediul urban și rural, aceștia fiind deserviți printr-o rețea de distribuție de 18.800 kilometri și care acoperă o suprafață de cca. 122.600 km² din partea de nord a țării.
Cifra de afaceri în 2008: 186 milioane Euro
Venit net
- 2008: 15,29 milioane euro[2]
- 2007: 19,46 milioane euro[2]

Număr de angajați:
- 2008: 6.486[2]
- 2007: 7.846[2]